# Albert Brux
Pour les articles homonymes, voir Brux (homonymie).
Albert Brux (11 novembre 1907 à Lauban — 16 décembre 2001 à Mayence)  est un oberstleutnant allemand qui a servi au sein de la Heer (armée de Terre)  dans la Wehrmacht pendant la Seconde Guerre mondiale.
Il a été récipiendaire de la croix de chevalier de la croix de fer avec feuilles de chêne. La croix de chevalier de la croix de fer et son grade supérieur : les feuilles de chêne sont attribués pour récompenser un acte d'une extrême bravoure sur le champ de bataille ou un commandement militaire avec succès.

## Biographie
Albert Brux est capturé par les forces soviétiques en janvier 1945, et reste en captivité jusqu'en 1956.

## Décorations
- Croix de fer (1939)
  - 2e classe (1er novembre 1939)
  - 1re classe (30 mai 1940)
- Insigne des blessés
  - en noir
  - en argent
  - en or
- Médaille du Front de l'Est (3 août 1942)
- Insigne d'assaut des blindés (25 septembre 1941)
- Croix allemande en or (23 janvier 1943)
- Croix de chevalier de la croix de fer avec feuilles de chêne
  - Croix de chevalier le 12 septembre 1941 en tant que Hauptmann et commandant du I./Schützen-Regiment 66[1]
  - 504e feuilles de chêne le 24 juin 1944 en tant queOberst et commandant du Panzergrenadier-Regiment 40[2]